# Skäftestjärnen, Lappland
Skäftestjärnen är en sjö i Lycksele kommun i Lappland och ingår i Umeälvens huvudavrinningsområde.